# Malta en el Festival de la Canción de Eurovisión
Malta ha participado en el Festival de la Canción de Eurovisión desde 1971. En los primeros años el país no obtuvo buenos resultados y se retiró después de la edición de 1975. Sin embargo, desde que regresaron en 1991 han obtenido mejores resultados. A pesar de no haber ganado, Malta ha estado cerca de hacerlo en varias ocasiones. Junto con Reino Unido, España, Francia y Suecia, Malta es uno de los pocos países que no ha faltado a ninguna edición desde 1993, cuando los países con las puntuaciones más bajas no podían participar en la siguiente edición.
Generalmente, Malta usa el inglés para interpretar sus canciones. Solo las dos primeras, en 1971 y 1972 , fueron presentadas en maltés. Ambas canciones quedaron en último lugar, en parte atribuido a la barrera del lenguaje. Después de un mejor resultado en 1975, Malta se retiró. Durante la década de los ochenta, Malta volvió a mostrar interés en reintegrarse, pero no lo pudo hacer debido a que había un número máximo de 22 participantes cada año que le impedía integrarse. Cuando los Países Bajos se retiraron en 1991, Malta entró en su lugar. El año siguiente, el límite de participantes fue eliminado, permitiéndole participar cada año. A pesar de sus buenos resultados, Malta ha visto cambiar su suerte: en 2006 quedó en último lugar en la final y en el 2007 no pasó de la semifinal. 
Solamente es superado por España entre los países que más tiempo llevan esperando una victoria, con dos años más de diferencia. Sin embargo, España tiene dos victorias en el palmarés, convirtiendo a Malta en el país que más tiempo lleva esperando su primera victoria en el festival, después de que Portugal la consiguiese en el año 2017. Hasta 2025 y desde su debut en 1971, contando su ausencia de 14 años, son 54 años sin victoria los que lleva el archipiélago en el festival.
A pesar de ser una isla en el Mediterráneo, Malta se ha visto beneficiado del voto regional, obteniendo altas puntuaciones por parte de España, Turquía, Italia y de los otros dos países angloparlantes: Irlanda y Reino Unido; aunque, sorprendentemente, también de Rumania, Rusia, Ucrania, Azerbaiyán y Croacia. La persona que más veces ha participado en el festival representando al país ha sido Chiara, en tres ocasiones: 1998, 2005 y en 2009. Además, ha sido una de las personas que mejores resultados les ha dado (3ª en 1998 y 2ª en 2005), si bien en su tercera participación, en 2009, quedó en 22ª en la final con la canción "What if we"
Tampoco clasificaron en 2010 con Thea Garrett y en 2011 con Glen Vella terminando muy cerca en los puestos 12° y 11° respectivamente.
Aun así, sí que se clasificaron en 2012 con la 7ª posición en la semifinal y 21.ª en la final con 41 puntos. En 2013, quedó cuarta en la semifinal y 8ª en la final con Gianluca.
En 2014, quedó 9ª en la semifinal y 23ª en la gran final de Copenhague con Firelight. En 2015, Amber terminaría 11 en la semifinal con 43 puntos atrás de Azerbaiyán no logrando la clasificación con «Warrior».
Para el 2016, saldría seleccionada la experimentada Ira Losco, que volvía tras el segundo lugar en 2002. Tras ganar la final nacional con «Chameleon», un tema que generó controversia sobre su potencial competitivo en un festival como Eurovisión, este fue finalmente cambiado por «Walk On Water», que hizo subir a Malta en las apuestas rápidamente. Como resultado, Malta lograría entrar a la final, donde quedaría en un buen puesto 12° con un increíble apoyo del jurado que la ubicó cuarta, mientras el televoto la dejó en la vigésimo primera posición.
Para 2017, la cantante seleccionada sería Claudia Faniello, quien luego de participar 10 veces en la preselección nacional Maltesa, iría a Kiev con el tema «Breathlessly». Finalmente no logró pasar a la final al terminar en el puesto 16° de la segunda semifinal con 55 puntos.
En 2018, Christabelle Borg sería seleccionada para representar a Malta luego de ganar el MESC con «Taboo», luego de intentarlo 3 veces previamente, la cantante no pasaría a la final terminando en el puesto 13° en la semifinal 2 con 101 puntos, sería última en el televoto pero quinta para el jurado. 
En el 2019, Michela Pace, ganadora de Factor X Malta, representaría al país con la canción Chameleon, posicionándose en el top 10 de las apuestas. Consiguió pasar a la final con el octavo puesto y 157 puntos. En la final después de las correcciones del jurado bielorruso consiguió la posición catorce con 107 puntos, siendo décima para el jurado pero vigésimo tercera para el televoto
En un total de 14 veces, ha quedado dentro del TOP-10 dentro de una gran final.

## Participaciones
Leyenda
     Ganador
     Segundo puesto
     Tercer puesto
     Cuarto o quinto puesto (Top 5)
     Último puesto
| Año                            | Sede       | Artista                     | Canción                       | Final              | Pts.               | Semifinal                   | Pts.                        |
| ------------------------------ | ---------- | --------------------------- | ----------------------------- | ------------------ | ------------------ | --------------------------- | --------------------------- |
| 1971                           | Dublín     | Joe Grech                   | «Marija l-Maltija»            | 18                 | 52                 | No hubo semifinales         | No hubo semifinales         |
| 1972                           | Edimburgo  | Helen y Joseph              | «L-imħabba»                   | 18                 | 48                 | No hubo semifinales         | No hubo semifinales         |
| No participó en 1973           |            |                             |                               |                    |                    |                             |                             |
| 1974                           | Brighton   | Enzo Gusman                 | «Paċi fid-Dinja»              | Retirado           | Retirado           | Retirado                    | Retirado                    |
| 1975                           | Estocolmo  | Renato                      | «Singing this song»           | 12                 | 32                 | No hubo semifinales         | No hubo semifinales         |
| 1976                           | La Haya    | Enzo Gusman                 | «Sing your song, country boy» | Retirado           | Retirado           | Retirado                    | Retirado                    |
| No participó entre 1977 y 1990 |            |                             |                               |                    |                    |                             |                             |
| 1991                           | Roma       | Paul Giordimaina y Georgina | «Could it be»                 | 6                  | 106                | No hubo semifinales         | No hubo semifinales         |
| 1992                           | Malmö      | Mary Spiteri                | «Little child»                | 3                  | 123                | No hubo semifinales         | No hubo semifinales         |
| 1993                           | Millstreet | William Mangion             | «This time»                   | 8                  | 69                 | Kvalifikacija za Millstreet | Kvalifikacija za Millstreet |
| 1994                           | Dublín     | Chris y Moira               | «More than love»              | 5                  | 97                 | No hubo semifinales         | No hubo semifinales         |
| 1995                           | Dublín     | Mike Spiteri                | «Keep me in mind»             | 10                 | 76                 | No hubo semifinales         | No hubo semifinales         |
| 1996                           | Oslo       | Miriam Christine            | «In a woman's heart»          | 10                 | 68                 | 4                           | 138                         |
| 1997                           | Dublín     | Debbie Scerri               | «Let me fly»                  | 9                  | 66                 | No hubo semifinales         | No hubo semifinales         |
| 1998                           | Birmingham | Chiara                      | «The one that I love»         | 3                  | 165                | No hubo semifinales         | No hubo semifinales         |
| 1999                           | Jerusalén  | Times 3                     | «Believe 'n peace»            | 15                 | 32                 | No hubo semifinales         | No hubo semifinales         |
| 2000                           | Estocolmo  | Claudette Pace              | «Desire»                      | 8                  | 73                 | No hubo semifinales         | No hubo semifinales         |
| 2001                           | Copenhague | Fabrizio Faniello           | «Another summer night»        | 9                  | 48                 | No hubo semifinales         | No hubo semifinales         |
| 2002                           | Tallin     | Ira Losco                   | «7th wonder»                  | 2                  | 164                | No hubo semifinales         | No hubo semifinales         |
| 2003                           | Riga       | Lynn Chircop                | «To dream again»              | 25                 | 4                  | No hubo semifinales         | No hubo semifinales         |
| 2004                           | Estambul   | Julie y Ludwig              | «On again... Off again»       | 12                 | 50                 | 8                           | 74                          |
| 2005                           | Kiev       | Chiara                      | «Angel»                       | 2                  | 192                | Top 12 del año anterior     | Top 12 del año anterior     |
| 2006                           | Atenas     | Fabrizio Faniello           | «I do»                        | 24                 | 1                  | Top 11 del año anterior     | Top 11 del año anterior     |
| 2007                           | Helsinki   | Olivia Lewis                | «Vértigo»                     | No se clasificó    | No se clasificó    | 25                          | 15                          |
| 2008                           | Belgrado   | Morena                      | «Vodka»                       | No se clasificó    | No se clasificó    | 14                          | 38                          |
| 2009                           | Moscú      | Chiara                      | «What if we»                  | 22                 | 31                 | 6                           | 86                          |
| 2010                           | Oslo       | Thea Garrett                | «My dream»                    | No se clasificó    | No se clasificó    | 12                          | 45                          |
| 2011                           | Düsseldorf | Glen Vella                  | «One life»                    | No se clasificó    | No se clasificó    | 11                          | 54                          |
| 2012                           | Bakú       | Kurt Calleja                | «This is the night»           | 21                 | 41                 | 7                           | 70                          |
| 2013                           | Malmö      | Gianluca                    | «Tomorrow»                    | 8                  | 120                | 4                           | 118                         |
| 2014                           | Copenhague | Firelight                   | «Coming home»                 | 23                 | 32                 | 9                           | 63                          |
| 2015                           | Viena      | Amber                       | «Warrior»                     | No se clasificó    | No se clasificó    | 11                          | 43                          |
| 2016                           | Estocolmo  | Ira Losco                   | «Walk on water»               | 12                 | 153                | 3                           | 209                         |
| 2017                           | Kiev       | Claudia Faniello            | «Breathlessly»                | No se clasificó    | No se clasificó    | 16                          | 55                          |
| 2018                           | Lisboa     | Christabelle                | «Taboo»                       | No se clasificó    | No se clasificó    | 13                          | 101                         |
| 2019                           | Tel Aviv   | Michela                     | «Chameleon»                   | 14                 | 107                | 8                           | 157                         |
| 2020                           | Róterdam   | Destiny                     | «All of my love»              | Festival cancelado | Festival cancelado | Festival cancelado          | Festival cancelado          |
| 2021                           | Róterdam   | Destiny                     | «Je me casse»                 | 7                  | 255                | 1                           | 325                         |
| 2022                           | Turín      | Emma Muscat                 | «I am what I am»              | No se clasificó    | No se clasificó    | 16                          | 47                          |
| 2023                           | Liverpool  | The Busker                  | «Dance (Our Own Party)»       | No se clasificó    | No se clasificó    | 15                          | 3                           |
| 2024                           | Malmö      | Sarah Bonnici               | «Loop»                        | No se clasificó    | No se clasificó    | 16                          | 13                          |
| 2025                           | Basilea    | Miriana Conte               | «Serving»                     | 17                 | 91                 | 9                           | 53                          |
| 2026                           | Austria    | TBC                         | TBC                           | TBC                | TBC                | TBC                         | TBC                         |

## Votación de Malta
Hasta 2025, la votación de Malta ha sido:
| Más puntos otorgados solo en la gran final | Más puntos otorgados solo en la gran final | Más puntos otorgados solo en la gran final |
| Pos.                                       | País                                       | Puntos                                     |
| ------------------------------------------ | ------------------------------------------ | ------------------------------------------ |
| 1                                          | Italia                                     | 252                                        |
| 2                                          | Suecia                                     | 189                                        |
| 3                                          | Reino Unido                                | 168                                        |
| 4                                          | Grecia                                     | 109                                        |
| 5                                          | Chipre                                     | 105                                        |

| Más puntos otorgados en semifinales y final | Más puntos otorgados en semifinales y final | Más puntos otorgados en semifinales y final |
| Pos.                                        | País                                        | Puntos                                      |
| ------------------------------------------- | ------------------------------------------- | ------------------------------------------- |
| 1                                           | Suecia                                      | 324                                         |
| 2                                           | Italia                                      | 252                                         |
| 3                                           | Israel                                      | 182                                         |
| 4                                           | Reino Unido                                 | 168                                         |
| 5                                           | Noruega                                     | 167                                         |

| Más puntos recibidos solo en la gran final | Más puntos recibidos solo en la gran final | Más puntos recibidos solo en la gran final |
| Pos.                                       | País                                       | Puntos                                     |
| ------------------------------------------ | ------------------------------------------ | ------------------------------------------ |
| 1                                          | Reino Unido                                | 117                                        |
| 2                                          | Irlanda                                    | 115                                        |
| 3                                          | España                                     | 100                                        |
| 4                                          | Suecia                                     | 89                                         |
| 5                                          | Croacia                                    | 85                                         |

| Más puntos recibidos en semifinales y final | Más puntos recibidos en semifinales y final | Más puntos recibidos en semifinales y final |
| Pos.                                        | País                                        | Puntos                                      |
| ------------------------------------------- | ------------------------------------------- | ------------------------------------------- |
| 1                                           | Reino Unido                                 | 171                                         |
| 2                                           | Irlanda                                     | 170                                         |
| 3                                           | Suecia                                      | 144                                         |
| 4                                           | Croacia                                     | 135                                         |
| 5                                           | Alemania                                    | 130                                         |

## 12 puntos
- Malta ha dado 12 puntos a:

### Final (1975 - 2003)
| Año                            | País                           | Año  | País       | Año  | País     |
| ------------------------------ | ------------------------------ | ---- | ---------- | ---- | -------- |
| 1975                           | Países Bajos                   | 1994 | Eslovaquia | 1999 | Suecia   |
| No participó entre 1976 y 1990 | No participó entre 1976 y 1990 | 1995 | Croacia    | 2000 | Rusia    |
| 1991                           | Chipre                         | 1996 | Austria    | 2001 | Estonia  |
| 1992                           | Irlanda                        | 1997 | España     | 2002 | Chipre   |
| 1993                           | Irlanda                        | 1998 | Israel     | 2003 | Islandia |

| Año  | País     | Año  | País       |
| ---- | -------- | ---- | ---------- |
| 2004 | Grecia   | 2010 | Bélgica    |
| 2005 | Letonia  | 2011 | Croacia    |
| 2006 | Suecia   | 2012 | Turquía    |
| 2007 | Letonia  | 2013 | Azerbaiyán |
| 2008 | Suiza    | 2014 | Rumanía    |
| 2009 | Islandia | 2015 | Suecia     |

| Año  | Jurado       | Televoto     | Conjunto      |
| ---- | ------------ | ------------ | ------------- |
| 2016 | Armenia      | Rusia        | Rusia         |
| 2017 | Bulgaria     | Bulgaria     | Bulgaria      |
| 2018 | Noruega      | San Marino   | Australia     |
| 2019 | Países Bajos | Suiza        | Países Bajos  |
| 2021 | Rumanía      | Chipre       | Chipre Suecia |
| 2022 | Suecia       | Serbia       | Suecia        |
| 2023 | Sin jurado   | Suecia       | Suecia        |
| 2024 | Sin jurado   | Países Bajos | Países Bajos  |
| 2025 | Sin jurado   | Israel       | Israel        |

| Año  | País        | Año  | País       |
| ---- | ----------- | ---- | ---------- |
| 2004 | Grecia      | 2010 | Azerbaiyán |
| 2005 | Chipre      | 2011 | Azerbaiyán |
| 2006 | Suiza       | 2012 | Azerbaiyán |
| 2007 | Reino Unido | 2013 | Azerbaiyán |
| 2008 | Suecia      | 2014 | Italia     |
| 2009 | Islandia    | 2015 | Italia     |

| Año  | Jurado      | Televoto    | Conjunto    |
| ---- | ----------- | ----------- | ----------- |
| 2016 | Reino Unido | Australia   | Bulgaria    |
| 2017 | Italia      | Italia      | Italia      |
| 2018 | Chipre      | Italia      | Italia      |
| 2019 | Italia      | Italia      | Italia      |
| 2021 | Albania     | Italia      | Suecia      |
| 2022 | España      | Reino Unido | Reino Unido |
| 2023 | Suecia      | Italia      | Suecia      |
| 2024 | Suiza       | Ucrania     | Croacia     |
| 2025 | Armenia     | Estonia     | Austria     |

## Galería de imágenes
|                                   |
| Julie & Ludwig en Estambul (2004) |

|                                 |
| Olivia Lewis en Helsinki (2007) |

|                           |
| Morena en Belgrado (2008) |

|                             |
| Thea Garrett en Oslo (2010) |

|                                  |
| Gianluca Bezzina en Malmö (2013) |

|                                |
| Firelight en Copenhague (2014) |

|                       |
| Amber en Viena (2015) |

|                               |
| Ira Losco en Estocolmo (2016) |

|                                 |
| Claudia Faniello en Kiev (2017) |

|                               |
| Christabelle en Lisboa (2018) |

|                            |
| Michela en Tel Aviv (2019) |

|                             |
| Destiny en Rotterdam (2021) |

|                             |
| Emma Muscat en Turín (2022) |

|                                |
| The Busker en Liverpool (2023) |

|                               |
| Sarah Bonnici en Malmö (2024) |